# Awalycaeus akiratadai
Awalycaeus akiratadai е вид охлюв от семейство Cyclophoridae.

## Разпространение
Този вид е разпространен в Япония.